# Cansano
Cansano község (comune) Olaszország Abruzzo régiójában, L’Aquila megyében.

## Fekvése
A Majella Nemzeti Park területén fekszik, a Peligna völgyében, a megye délkeleti részén. Határai: Campo di Giove, Pacentro, Palena, Pescocostanzo, Pettorano sul Gizio és Sulmona.

## Története
Az ókori Ocriticum helyén épült fel. Első írásos említése a századból származik. A következő századokban nemesi birtok volt. Önállóságát a 19. század elején nyerte el, amikor a Nápolyi Királyságban felszámolták a feudalizmust.

## Népessége
A népesség számának alakulása:

## Főbb látnivalói
- az ókori Ocriticum romjai
- San Rocco-templom
- Castello medievale –  középkori erődje